# 吕洪哲
吕洪哲（韓語：여홍철，1971年5月28日—），韩国男子竞技体操运动员。他曾代表韩国获得1996年夏季奥林匹克运动会体操比赛男子跳马银牌。

## 家庭
女儿吕书晶也是体操运动员，曾获得2018年亚洲运动会体操比赛女子跳马金牌。